# Сейсмологія

Дослідження внутрішньої будови Землі. Суцільними лініями позначено P-хвилі (поздовжні), штриховими лініями — S-хвилі (поперечні). Поперечні хвилі не поширюються через ядро, але через нього можуть проходити обмінні поздовжні хвилі (позначені літерою K). До поверхні Землі в цьому випадку вони дійдуть як PKP (P → K → P) і SKS (S → K → S). Хвилі можуть відбиватися від поверхні (PP, PPP, SS)

Сейсмологія (рос. сейсмология, англ. seismology; нім. Seismologie, Seismik) — наука про розповсюдження сейсмічних хвиль у надрах Землі.

## Загальний опис
Сейсмологія встановлює причини землетрусів, їх зв'язок з тектонічними процесами і можливість прогнозування. Використовується для дослідження внутрішньої будови Землі і визначення положення найважливіших границь розділу між її «твердими» оболонками, а також розв'язує задачі з сейсмічного районування та мікрорайонування. На сьогодні сейсмологія має чітко розроблену теорію, чутливу вимірювальну апаратуру, методику автоматизованої обробки результатів спостережень. Встановлює причини землетрусів, їх зв'язок з тектонічними процесами, можливість прогнозування. Використовується для дослідження внутрішньої будови Землі й визначення положення найважливіших границь розділу між її «твердими» оболонками. При дослідженнях аналізують поверхневі і об'ємні коливання, що дозволяє встановити положення осередків землетрусів, наявність в Землі заломлюючих та віддзеркалюючих поверхонь, зробити висновки про пружні та в'язкі властивості порід.
Тільки за допомогою сейсмології вдалося скласти картину глибинної будови земної кулі (кора, мантія, зовнішнє і внутрішнє ядра). Також сейсмологія вивчає землетруси, переміщення платформ, займається моніторингом розробок рудних родовищ та інше.
В Україні питання сейсмології вивчає Інститут геофізики імені С. І. Субботіна НАН України.

## Історія
Як самостійна наука сформувалась наприкінці XIX століття. У другій половині XX століття зусиллями американських та європейських геофізиків і геологів були розроблені основи нової теорії, що пізніше одержала назву тектоніки літосферних плит, яка тісно пов'язана з сейсмологією. Зокрема, виділення і проведення границь між літосферними плитами здійснюється на основі наявної картини землетрусів.

## Засновники сейсмології

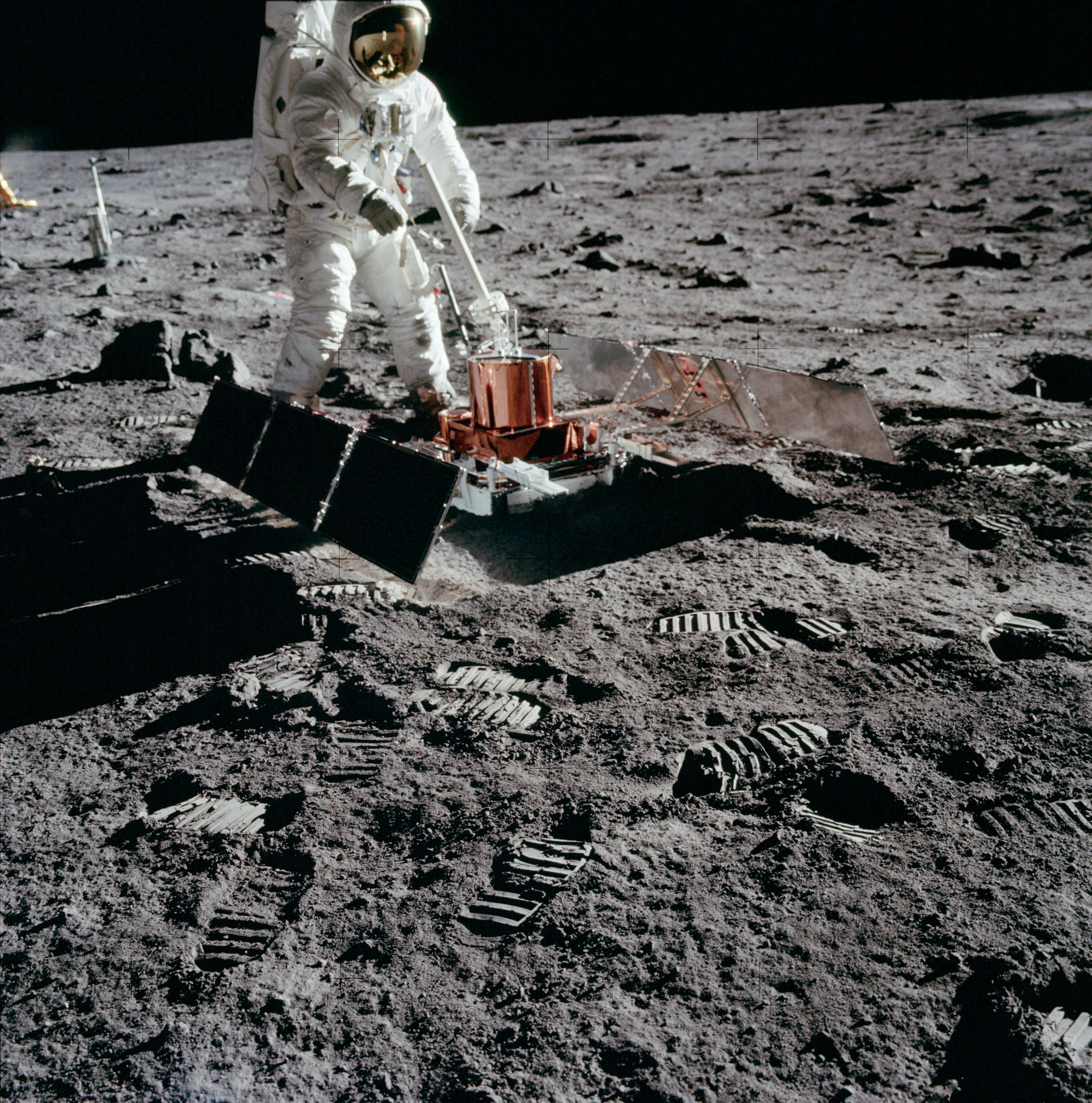
Сейсмометр на Місяці, 1969

Явище землетрусу пояснювали надприродними причинами здавна в багатьох цивілізаціях. Наприклад, стародавні японці вважали, що це коливання сома, на якому за їхніми уявленнями спочивали Японські острови. Раннє пояснення, яким потім користувалися багато століть, дав Аристотель, який висловив припущення, що в землетрусах винні вітри, які шукають виходу з печер в надрах Землі, куди вони попередньо проникли з атмосфери.
Чжан Хен  — видатний китайський науковець, астроном, географ, картограф, поет. 132 року розробив сейсмограф, що визначав можливість землетрусу на відстані від 400 до 500 км.
У XVIII столітті Джон Мічелл припустив, що землетруси викликаються проходженням через земну кору пружних хвиль. Намагаючись пояснити землетрус в термінах ньютонівської механіки, він проаналізував свідчення очевидців, і опублікував в 1760 році книгу «Припущення про причини виникнення землетрусів і спостереження за цим феноменом». Мітчелл абсолютно правильно зробив висновок, що землетруси — це «хвилі, викликані рухом порід, що знаходяться в милях під поверхнею землі». За свідченнями очевидців Лісабонського землетрусу 1755 року Мітчел оцінив швидкість сейсмічних хвиль в 1930 км/год. Він також припустив, що місце розташування центру землетрусу на поверхні землі (те, що зараз називається епіцентром) можна визначити шляхом зіставлення даних про час прибуття коливань в те чи інше місце. Цей метод став основою сучасних способів визначення епіцентру, хоча Мітчелл використовував неправильний прийом для розрахунку епіцентру Лісабонського землетрусу на основі свідчень про направлення цунамі.
Новий стрибок у розвитку сейсмології стався в середині XIX століття завдяки Роберту Маллету. Він протягом двох десятиліть збирав дані про історичні землетруси і проводив натурні експерименти. Маллет склав каталог світової сейсмічності, що складається з 6831 землетрусу. По кожному з них наводилися дата, місце розташування, число поштовхів, можливий напрямок, тривалість коливань і їх наслідки. Маллет для документування руйнувань використовував нову для свого часу техніку фотографії. Спонсорований Королівським товариством, він здійснив експедицію в Італію, за результатом якої в 1862 році видав двотомник «Велике неаполітанський землетрус 1857 року: основні принципи сейсмологічних спостережень». У цьому творі, розбивши потерпілий від землетрусу район на 4 зони за характером впливу, Маллет тим самим ввів першу шкалу інтенсивності землетрусів.
Череда руйнівних землетрусів кінця XIX і початку XX століть сприяла тому, що в країнах Європи, Росії, США і Японії розпочали систематичні спостереження за землетрусами. Були складені перші каталоги інструментально зареєстрованих землетрусів. Це дозволило встановити зв'язок між землетрусами та трансформацією речовини на поверхні та всередині Землі. Стали зрозумілі причини руйнування будівель, і з'явилася можливість не інтуїтивно, а на науковій основі зводити інженерні споруди в сейсмонебезпечних зонах.
У 1899 році німецький геофізик, сейсмолог Еміль Вихерт припустив, що поздовжні P і поперечні S сейсмічні хвилі, які фіксуються на сейсмограмі, мають глибинне походження. Іншими словами пов'язані з джерелами в надрах Землі. Минуло ще кілька років, і ця точка зору отримала загальне визнання. Стала зрозуміла загальна картина збудження і поширення сейсмічних хвиль в надрах планети. 1906 року Вихерт витлумачив проміжні групи хвиль на сейсмограмі як відбиті від земної поверхні, а англієць Діксон Олдхем (Олгрен) за характером поширення S-хвиль припустив існування у планети внутрішнього ядра. У тому ж 1906 році Г. Ф. Рід, вивчаючи зрушення по розлому Сан-Андреас після землетрусу 1906 року в Сан-Франциско, висунув для пояснення причин землетрусу гіпотезу пружної віддачі, що стала теорією, в якій і через 70 років мало хто сумнівався.
Голіцин Борис Борисович — російський фізик і геофізик, один із засновників сейсмології. У цій галузі Голіцину належить розробка теорії і конструкції електродинамічних сейсмографів і введення їх у практику, а також вирішення низки завдань теоретичної сейсмології. Зокрема, він знайшов розв'язок задачі про визначення вогнища землетрусу за даними однієї сейсмічної станції.
У 1907 році німецький геофізик і сейсмолог Карл Цеппріц довів, що вивчення амплітуд сейсмічних хвиль дозволяє судити про внутрішню будову Землі.
У 1909 році хорватський геофізик і сейсмолог Андрій Мохоровичич виявив кордон між земною корою і мантією, що лежить під нею.
У 1913 році прогрес в галузі геологічних досліджень та інструментальні сейсмічні дані дозволили американському сейсмологу Бено Гуттенбергу сформулювати загальне уявлення про внутрішню будову Землі.
У 1969 році почали вивчати сейсмологію Місяця.
У 1976 році сейсмометр був доставлений на поверхню Марса АМС «Вікінг-2». Було отримано сейсмограми восьми подій, сім з яких були викликані поривами вітру, а одне — від 6 листопада 1976 року — ймовірно, було марсотрусом магнітудою 2,8 за шкалою Ріхтера. Подальше вивчення сейсмології Марса заплановано за допомогою місії InSight.

## Дотичні терміни
Сейсміка — сучасний часто вживаний термін, який застосовується в різних контекстах і об'єднує все те, що, так чи інакше торкається землетрусів і сейсмостійкості, і найчастіше — геоакустики (сейсмометрія) і геології (сейсморозвідка).